# Jüdischer Friedhof (Kall)

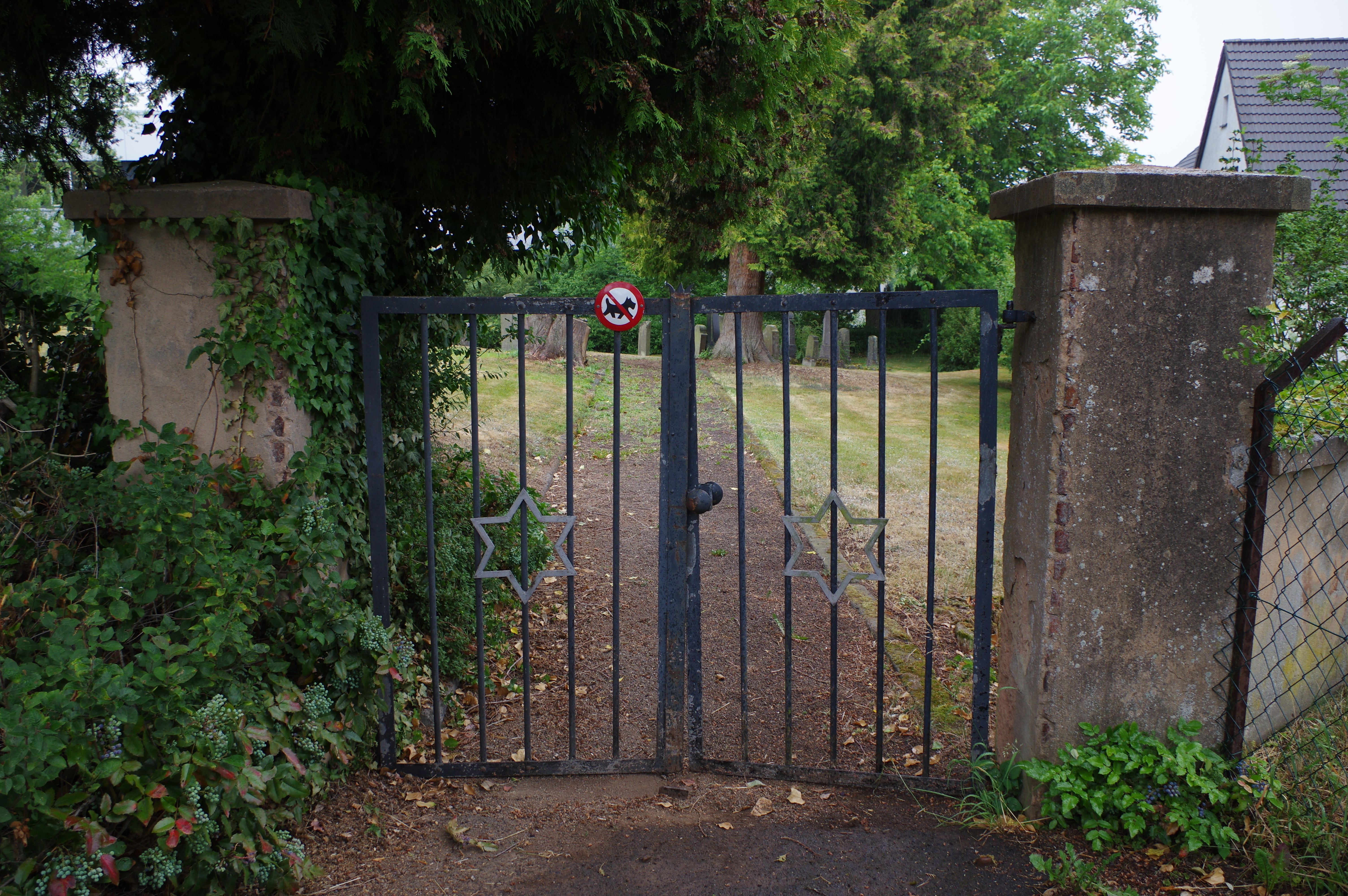
Eingang (2017)

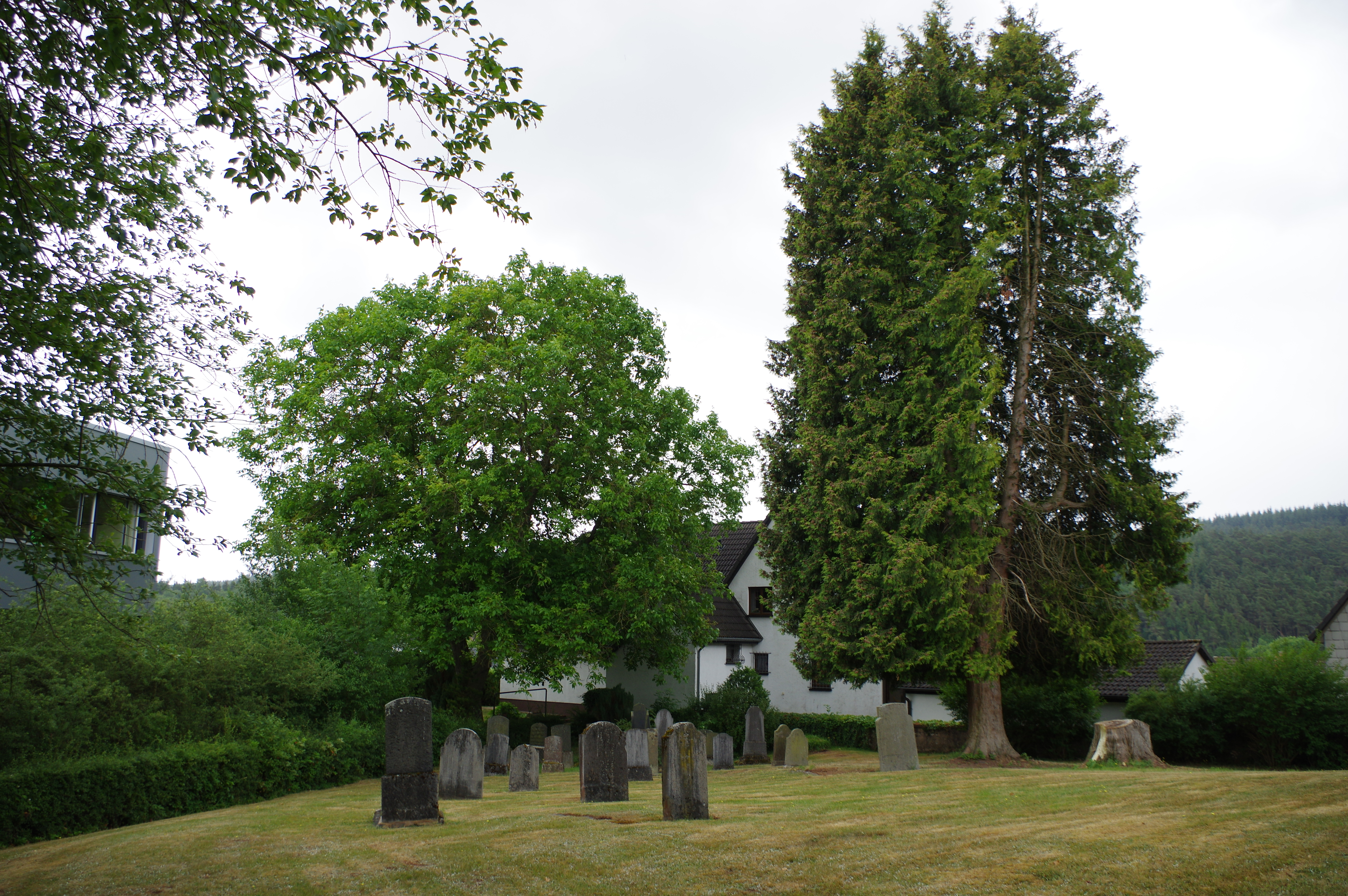
Sicht nach Osten (2017)

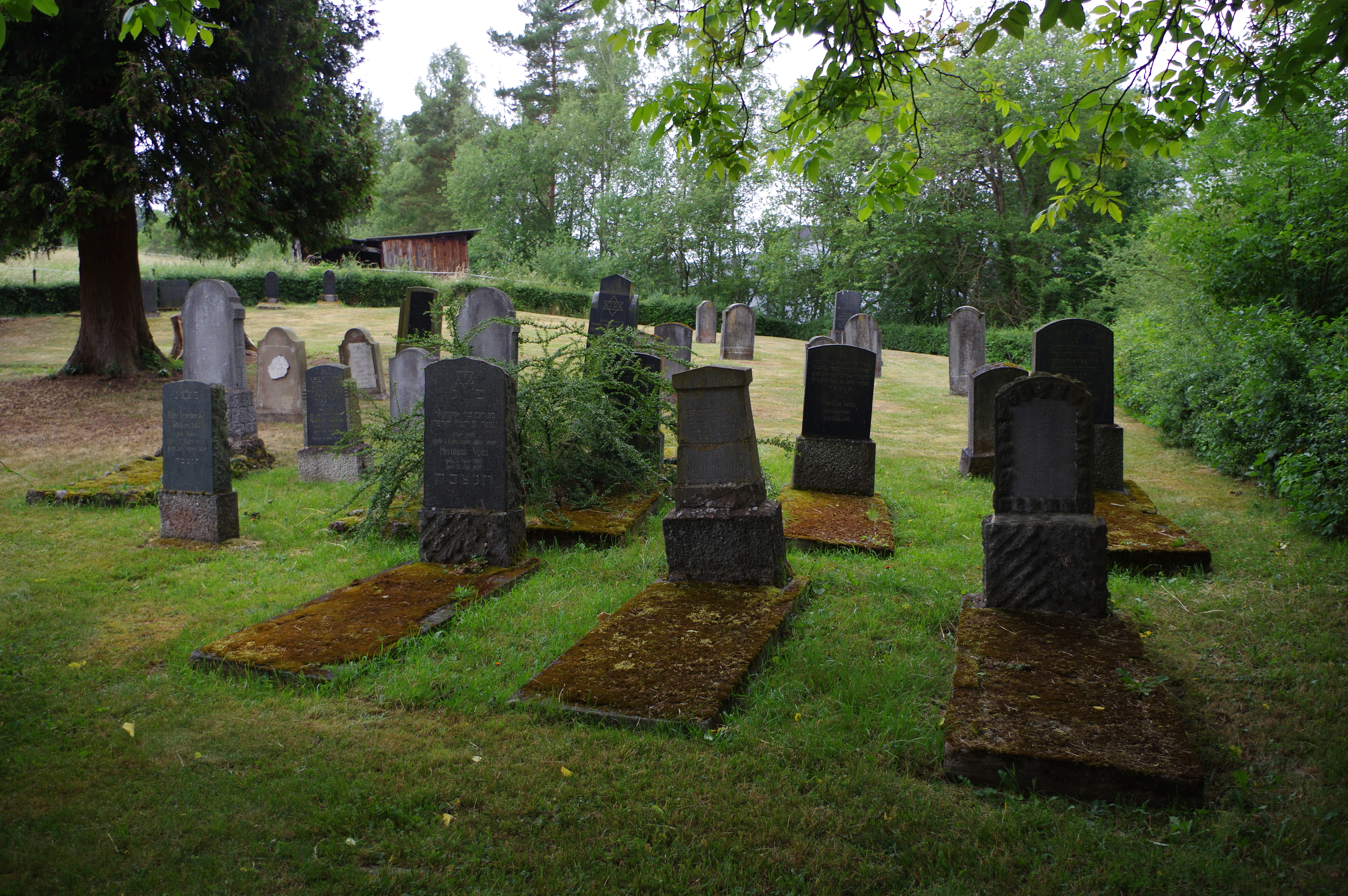
Blick nach Westen (2017)

Der Jüdische Friedhof Kall liegt in Kall im Kreis Euskirchen in Nordrhein-Westfalen. Der von 1835 bis 1939 belegte Begräbnisplatz ist ein unter Denkmalschutz stehendes Baudenkmal.

## Geschichte
Der jüdische Friedhof befindet sich auf einem 990 m² großen Flurstück hinter dem Berufskolleg an der Loshardt, er wird von der Zivilgemeinde Kall gepflegt. Elfi Pracht gibt 1997 noch die Zahl von 32 Grabsteinen (Mazewot) aus dem Zeitraum von 1865 bis 1937 als existent an. 2016 fanden sich noch 31 Grablegen für 34 Bestattete vor. Der Begräbnisplatz ist von einer Hecke umgeben. Links vom Eingang finden sich sechs Grabstellen aus dem Zeitraum von 1930 bis 1937. Darunter die letzte erhaltene Bestattung der Klementine Katz, welche am 18. August 1937 starb. Weitere 25 Grabmonumente des 19. und 20. Jahrhunderts stehen in der östlichen Spitze des Friedhofsplatzes.
Die am 10. März 1939 gestorbene Karoline Roer, geborene Katz (geboren 1874) war das letzte Mitglied der kleinen jüdischen Gemeinde aus Kall, das auf dem Friedhof beigesetzt wurde. Die Traueransprache hielt der örtliche Religionslehrer Moses Fernbach. Ihr Ehemann, Isaak Roer (1879–1943), der in zweiter Ehe mit Karolines jüngerer Schwester Rosalia (1878–1964) verheiratet war, starb in Theresienstadt. Ein Grabstein für Karoline Roer besteht nicht.
Nach Hans-Dieter Arntz wurden während der Zeit des Nationalsozialismus auf dem Friedhof Fremdarbeiter, darunter am 3. April 1944 Michael Olejinikow (geboren am 15. September 1912), der zuvor in Sötenich erschossen worden war, „verscharrt“.
Die Eintragung des Jüdischen Friedhofs an der Loshardt in die Denkmalliste der Gemeinde Kall erfolgte am 3. Januar 1984.

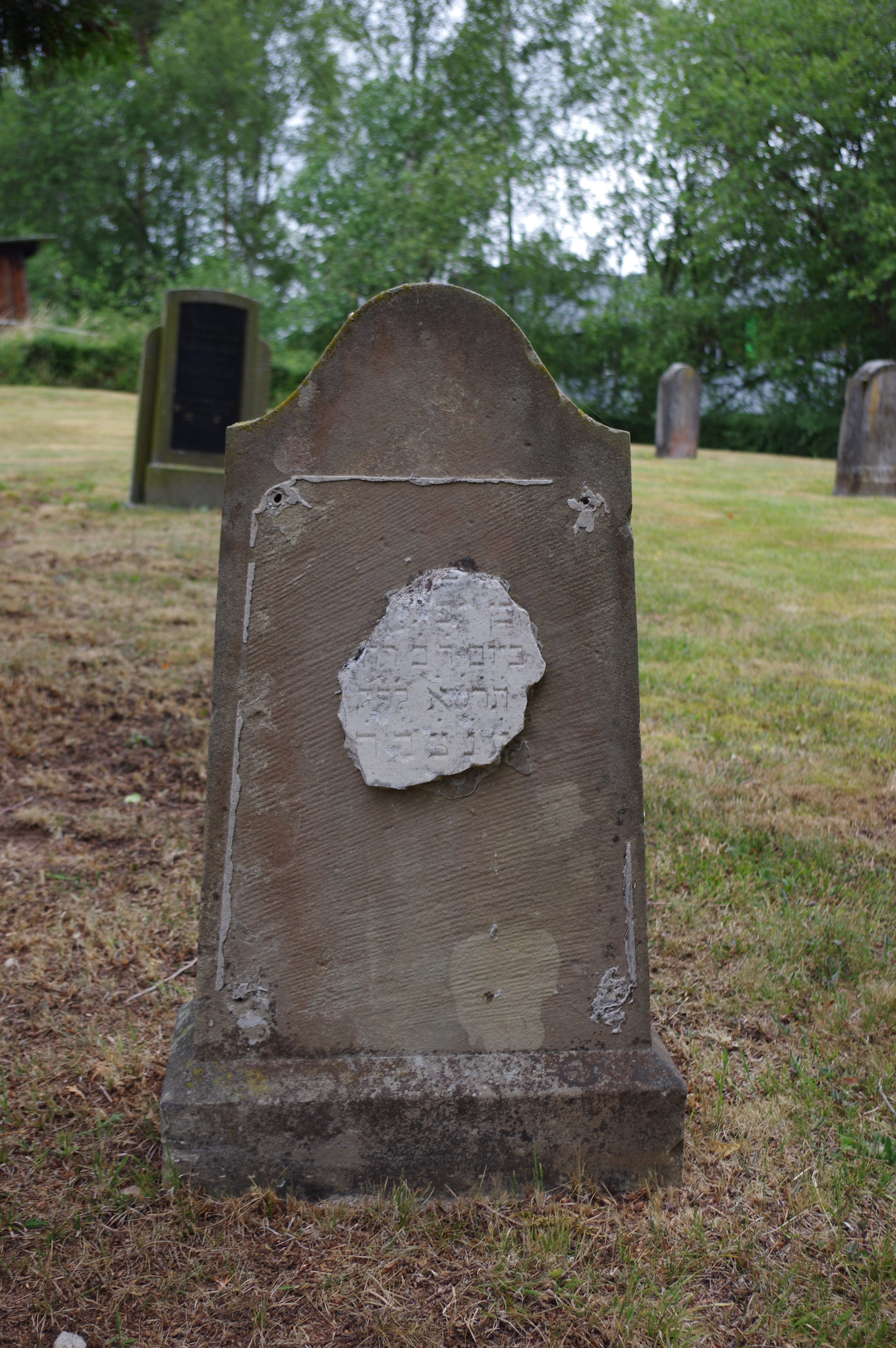
Fragment
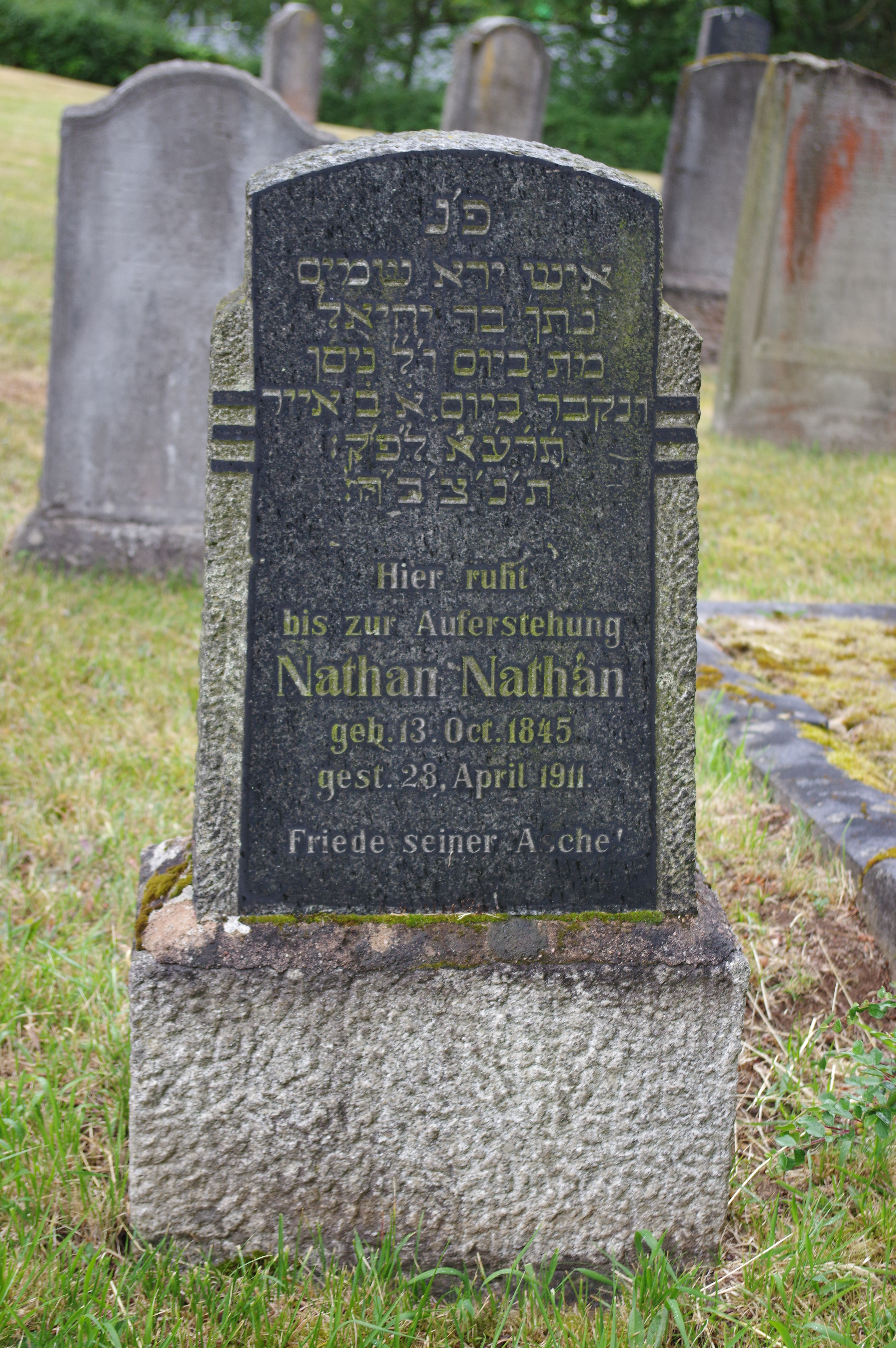
Nathan Nathan von 1911
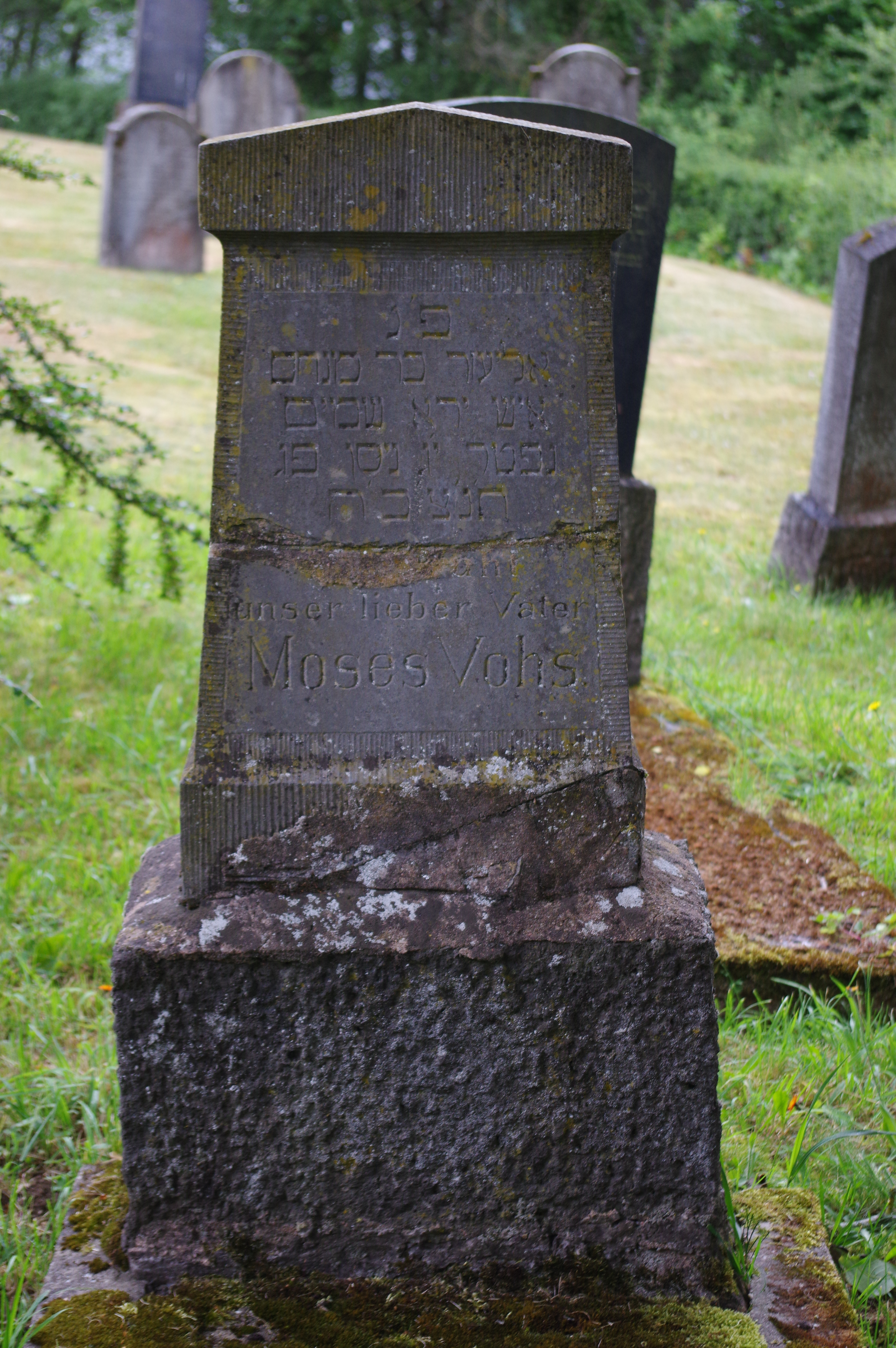
Moses Vohs
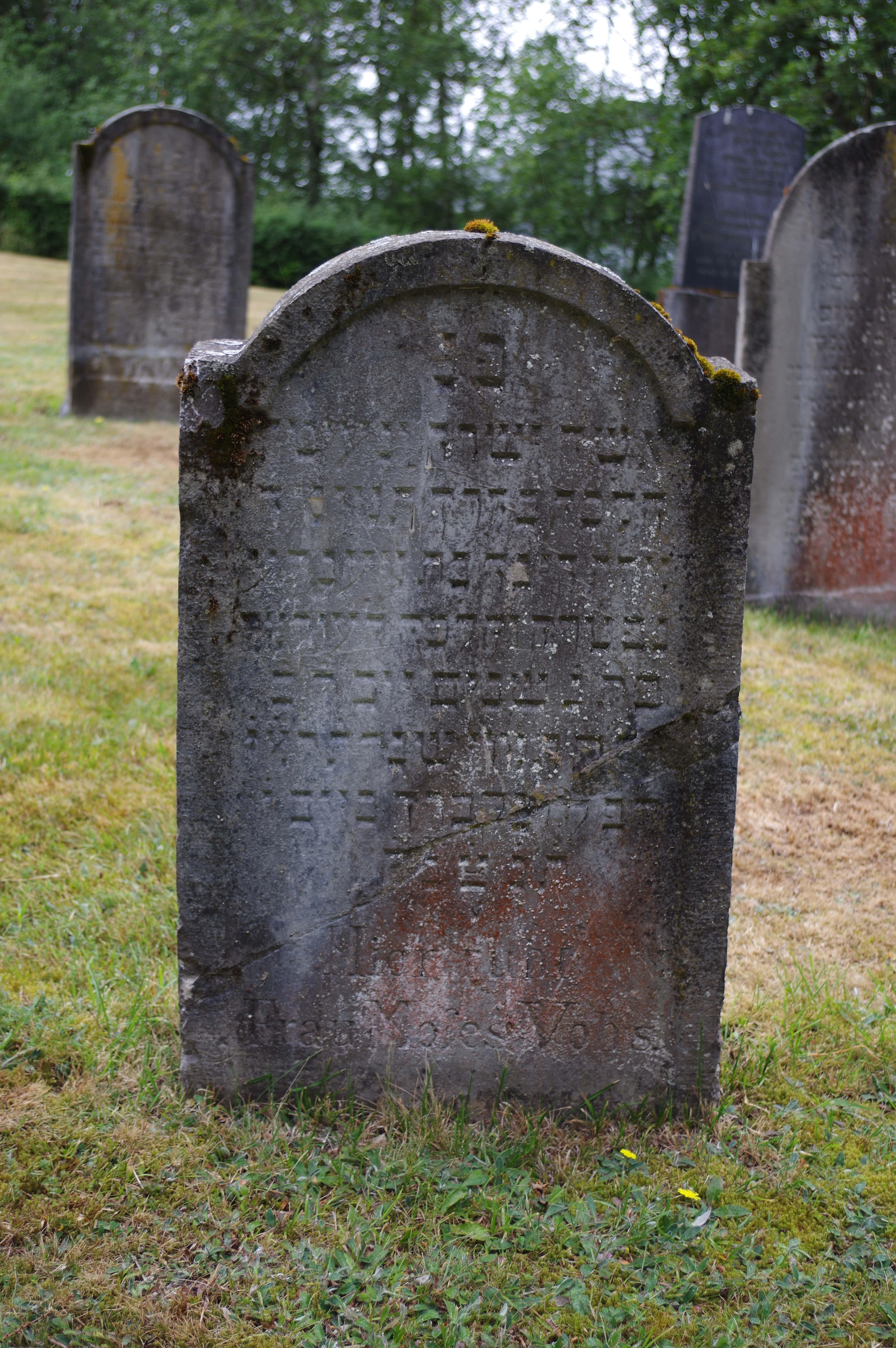
Frau Moses Vohs
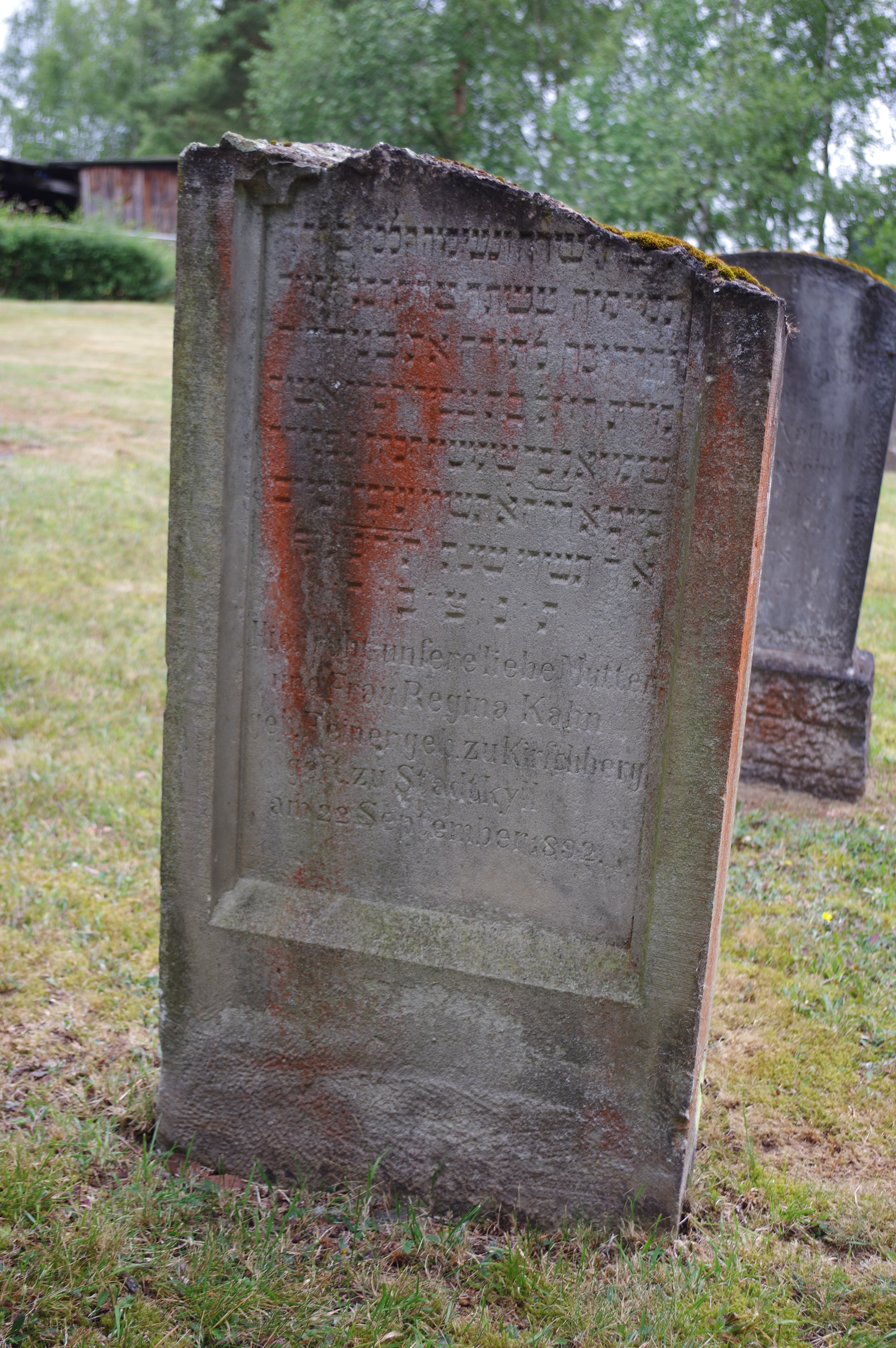
Regina Kahn von 1892